# Operazioni booleane sui poligoni

Operazioni booleane sui poligoni

Le operazioni booleane sui poligoni sono un insieme di connettivi logici (AND, OR, NOT, XOR, ...) che operano su uno o più insiemi di poligoni.
Le operazioni booleane hanno frequenti applicazioni nella computer grafica, nel CAD e nella Electronic design automation (progettazione di livello fisico per un circuito integrato, e collaudo del software).

## Applicazioni nelsoftware
I primi algoritmi per eseguire operazioni booleane sui poligoni erano implementati su grafica bitmap.
per "disegnare" i lati del poligono tramite bitmap, erano necessarie grandi quantità di memoria, perché con un numero di bit necessario proporzionale alla risoluzione dell'immagine desiderata.
Perciò, si tende a rappresentare i poligoni tramite algoritmi sweep lineari o per il piano (di cui sono un esempio gli algoritmi scan line).
Le operazioni booleane su poligoni convessi e su poligoni monotoni aventi la stessa direzione, hanno una complessità lineare di calcolo.
La geometria solida costruttiva è un metodo per costruire oggetti tridimensionali, usando operazioni booleane su poligoni.